# Allstar SZD-54 Perkoz
Der Allstar SZD-54-2 Perkoz (deutsch Lappentaucher) ist ein zweisitziges GFK Segelflugzeug für Schulung, Kunstflug, Leistungsflug und Wolkenflug des polnischen Herstellers Allstar PZL Glider (ehem. PZL Bielsko). Die Spannweiten kann zwischen 17,5 Meter oder 20 Meter variiert werden. Das Segelflugzeug ist in der kurzen Spannweite mit Randbögen uneingeschränkt kunstflugtauglich und für Figuren der Advanced-Klasse als auch der Unlimited-Klasse zugelassen. Für die Segelflugschulung wird der kurze Flügel (17,5 Meter) mit Winglets ergänzt. Als Streckenflugzeug mit 20-Meter Tragfläche und Winglets hat der Perkoz einen Segelflug-Index von 102. Die SZD-54-2 Perkoz ist das Nachfolgemodell des weit verbreiteten Schulungsflugzeugs SZD-50-3 Puchacz.

## Konstruktion
Die SZD-54 Perkoz ist von Adam Meus als universelles Mehrzwecksegelflugzeug für Flugausbildung und Kunstflug ausgelegt und nach den Bauvorschriften CS‑22 der EASA zugelassen (2013 in der 17,5-m-Variante und 2014 in der 20-m-Variante) zugelassen. Der Perkoz ist das Nachfolgemodell des bekannten Schulungsdoppelsitzers SZD-50 Puchacz von 1979, bei dem ebenfalls Adam Meus federführender Konstrukteur war. Das Flugzeug hat ein neues Flügelprofil und eine überarbeitete Flugzeuggeometrie gegenüber dem Vorgänger. Das Segelflugzeug kann mit höheren Lastvielfachen geflogen werden.
Das Doppelsitzersegelflugzeug ist in 3 Flügelkombinationen erhältlich: 17,5-Meter Spannweite mit Randbögen für Kunstflug, 17,5-Meter Spannweite mit angesteckten Winglets für den Trainingsflug bei einer Gleitzahl von 38 und 20-Meter Spannweite mit angesteckten Flügelenden und Winglets für den Streckenflug bei einer Gleitzahl von 42.
Die SZD-54-2 ist für den uneingeschränkten Kunstflug und das Kunstflug Training mit hohen Lastvielfache von +7g und -5g bei Höchstgeschwindigkeit VNE von 296 km/h für die „Acrobatic“ Kategorie der Unlimited-Klasse ausgelegt. Dies schließt Figuren mit rückwärtiger Anströmung von Tragflügel und Ruder sowie gerissenen und gestoßene Figuren mit ein, die über die klassischen Figuren weit hinaus gehen.
Das Segelflugzeug ist in glasfaserverstärkten Kunststoff (GFK) gefertigt, einige Bauteile wie das Seitenruder und austauschbaren Flügelenden sind mit Kohlenstofffasern verstärkt. Es ist in Schalenbauweise mit geschweißten Stahlrohrrahmen zur Aufnahmen von Flügeln und Fahrwerk gebaut.
Der zweiteilige Flügel hat das laminare Flügelprofil NN-8 und einen Trapezgrundriss. Das laminare Leistungs-Profil wurde vom Team um Professor Jerzy Ostrowski am Lehrstuhl für Aerodynamik von der Technischen Universität Warschau für die SZD-41 / SZD-48 Jantar Standard entwickelt. Die Querruder sind mit 20% der Sehnentiefe für den Kunstflug großzügig dimensioniert. Der Flügel hat doppelstöckige Bremsklappen auf der Oberseite.
Der Perkoz hat automatische Anschlüsse für alle Ruder und Bremsklappen.
Da das Segelflugzeug für den Kunstflug ausgelegt ist, hat er für die Festigkeit ein Kreuzleitwerk mit einem weit nach hinten gesetzten Höhenleitwerk, dass auf der Rumpfoberseite befestigt ist. Das Seitenruder hat ein charakteristisch großes Ruderhorn um die Steuerkräfte im Kunstflug zu verringern.
Das Doppelsitzersegelflugzeug hat ein festes Fahrwerk mit gefedertem Hauptrad und hydraulischer Scheibenbremse sowie einem Bug- und Heckrad.
Die Sitze im Cockpit sind hintereinander angeordnet (Tandem). Die einteilige durchgängige Cockpithaube mit Schiebefenstern wird seitlich nach rechts geöffnet. Sie hat einen „Röger-Haken“ für den Notabwurf. Der Perkoz hat zwei Instrumentenpilze und zwei gepolsterte Sitzschalen mit Nackenstütze. Die Sitzposition des Piloten wird vorne über die Seitenruderpedale justiert und hinten über die am Boden verstellbare Sitzschale. Trimmgewichte zum Ausgleich von leichten Flugschülern (min. 55 kg) finden im vorderen Cockpit Platz. Das Cockpit ist nach dem neuen CS-22 Standard von 2016 als Sicherheitscockpit zertifiziert.
Die Flächenbelastung der Kunstflug-Version beträgt 36,1 kg/m² während die Flächenbelastung der 20-Meter-Version 35,5 kg/m2 beträgt.

## Geschichte
Der Erstflug des ersten Prototypen (Kennzeichen SP-P519) fand am 8. Mai 1991 in Jelenia Góra mit dem Piloten Jerzy Śmielkiewicz statt. Auf Grund von ökonomischen Veränderungen in osteuropäischen Ländern Anfang der 1990er Jahre kam es bei der weiteren Entwicklung zu Verzögerungen.
Somit flog der zweite Prototyp am 14. Mai 1999 in Jelenia Góra mit Testpilot Jack Marszalek. Es sind einige Änderungen zum ersten Prototypen vorgenommen worden.
2002 übernahm Allstar PZL Glider vom insolventen Staatsunternehmen PDPSz PZL Bielsko die Rechte an diesem unter JAR-Regeln entwickelten Flugzeugmuster. Allstar PZL Glider investierte in Verbesserungen des Doppelsitzersegelflugzeuges. Zum einen wurden die Tragfläche mit einer Verlängerung und Winglet erweitert. Die neue Spannweite von 20 Meter erhöht die Gleitzahl auf 42. Zum andern wurde die 17,5 Meter Spannweite mit Winglets ausgestattet. Beide Flügelspitzen wurde von Krzysztof Kubrynski der technischen Universität Warschau entwickelt. Zusätzlich wurden automatische Höhenruderanschlüsse, eine gasfederunterstützte Haubenöffnung, eine hydraulische Scheibenbremse am Hauptrad und ein „Röger-Haken“ an der Haube eingesetzt.
Der Testflug des neuen SZD-54-2 Perkoz (SP-8013) fand am 2. April 2007 mit Pilot Mariusz Stajewski für die EASA-Zulassung statt. Während des Zulassungsprozesses wurden die Sicherheitsanforderungen für neue Segelflugcockpits in der CS-22 Bauvorschriften von der EASA erhöht. Darauf wurde das Cockpit überarbeitet und erhielt 2013 seine EASA-Zulassung.
Das Flugzeug wurde für eine Lebensdauer von 15.000 Stunden entworfen. Die Zulassung gilt bis 3000 Stunden und wird verlängert, wenn ein Segelflugzeug der Flotte die 3000 Flugstunden erreicht hat.

## Flugeigenschaften
Auf Grund der Designauslegung als Schulungs- und Kunstflug-Doppelsitzersegelflugzeug ist der Perkoz eine sehr wendiges Flugzeug mit einer sehr hohen Rollrate auch bei 20 Meter Spannweite. Um die Gefahreneinweisung in der Segelflug-Grundausbildung uneingeschränkt durchführen zu können, kann das Trudeln gezielt herbeigeführt werden, ohne dass eine temporäre Modifikation am Flugzeug durch Anbringung von Zusatzgewichten im Leitwerk vorgenommen werden muss. Dabei kündigt sich der Strömungsabriss deutlich fühlbar durch nachlassenden Steuerdruck und Schütteln an. Das Trudeln wird bewusst eingeleitet und wird punktgenau und verzögerungsfrei ausgeleitet.
Das Schulungsflugzeug hat eine gute Ruderabstimmung und mäßige Steuerkräfte. In der Thermik kreist und zentriert sich der Segelflugzeug stabil. Der Perkoz beschleunigt im Vorflug mit dem NN-8 Flügelprofil schnell und erreicht in der 20-Meter-Version ein Gleiten von 42. Bei hohen Geschwindigkeiten ab 140 km/h hat er gegenüber rein auf Leistungsstreckenflug optimierten Mustern Nachteile.
Die Startstrecke beim F-Schlepp ist kurz, weil die SZD-54-2 mit ihren großen Flügelflächen gute Steigwerte für einen Schulungsdoppelsitzer hat.
Bei der Landung werden die großen effektiven Doppelstöckigen-Bremsklappen betätigt oder es kann geslippt werden. Gelandet wird auf dem Hauptrad. Die Ausschwebstrecke ist relativ kurz.
Im Kunstflug können Männchen, Weibchen, Viertelrollen abwärts und aufwärts, gerissen und gestoßene Figuren sowie negative Figuren trainiert werden, weil der Perkoz für den uneingeschränkten Kunstflug zugelassen ist.

## Technische Daten
| Kenngröße                 | SZD-54, Streckenflugversion | SZD-54, Kunstflugversion |
| ------------------------- | --------------------------- | ------------------------ |
| Länge                     | 8,25 m                      | 8,25 m                   |
| Spannweite                | 20 m                        | 17,5 m                   |
| Flügelfläche              | 17,82 m²                    | 16,36 m²                 |
| Flügelstreckung           | 24,75                       | 18,7                     |
| Leermasse                 | 379 kg                      | 365 kg                   |
| max. Startmasse           | 600 kg                      | 565*/585 kg              |
| Flächenbelastung          | 27,2–33,7 kg/m²             | 28,1–35,76 kg/m²         |
| Höchstgeschwindigkeit VNE | 240 km/h                    | 240/265* km/h            |
| Lastvielfache             | +5,3/−2,65g                 | +7,0/−5,0g*              |
| Gleitzahl                 | 41,8 bei 102 km/h           | 37 bei 109 km/h          |
| Geringstes Sinken         | 0,58 m/s bei 78 km/h        | 0,66 m/s bei 82 km/h     |
| Mindestgeschwindigkeit VS | 61,6 km/h (460 kg)          | 61,6 km/h (485 kg)       |

* Kunstflugkonfiguration ohne Winglets